# Brachyglossula leucothorax
Brachyglossula leucothorax är en biart som beskrevs av Trucco Aleman 1999. Brachyglossula leucothorax ingår i släktet Brachyglossula och familjen korttungebin. Inga underarter finns listade.